# Tyukod
Tyukod nagyközség Szabolcs-Szatmár-Bereg vármegyében, a Csengeri járásban.

## Fekvése
A Szatmári-síkságon, az ország keleti csücskében, az Ecsedi-láp szélén terül el. Mátészalkától 28 kilométerre délkeletre található.

### Megközelítése
Legfontosabb megközelítési útvonala a Porcsalmától Ura érintésével az országhatárig húzódó 4923-as út, ezen érhető el a két említett település irányából. Az ország távolabbi részei felől közúton a 49-es főúton közelíthető meg, porcsalmai letéréssel.
A hazai vasútvonalak közül a települést a Mátészalka–Csenger-vasútvonal érinti, melynek egy megállási pontja van itt. Porcsalma-Tyukod vasútállomás a két névadó település határvonalán helyezkedik el, a 4923-as út vasúti keresztezése mellett.

## Nevének eredete
Neve a hajdan személynévként is használt magyar tyúk főnév -d képzős származéka.
Az egyetlen település Magyarországon, melynek neve ty betűvel kezdődik (bár Erdélyben van más ty-s település is: Tyéjházcsoport és Tyej).

## Története
Az egykori Ecsedi-láp szélén fekvő település. Az Ecsedi-lápot a környező falvak népe Rétnek, a környező vidéket pedig Rétoldalnak nevezte.
1181-ben a Czégényi monostor határjárási okmányában Etetyukoda, 1344-ben Ekethykodya, 1345-ben Ochechykudya, 1410-ben Thykud, Thywkwd alakban írták. 1219-ben két község volt: az egyik a Szente-Mágócs nemzetség alapította Egyedkuttya, a későbbi Eketyukod. A másik Tyukod (amely 1334-ben egyházzal is bírt) ősi uraként a Tyukodi nemzetséget jegyezték fel, de mellette a 13. században a Kölcseyek is birtokolták. 1389-ben Tyukod határából egy részt kiszakított a Káta nemzetség és azon a területen alapították meg Porcsalmát. 1395-ben Tyukod földesura Domahidy Miklós volt. 1406-ban Eőry Ambrus, 1424-ben Kazai Kakas Miklós és Kászonyi Pogány Domokos, 1449-ben Jármy László, Ramocsaházy Tamás, Zsadányi Tamás és Santhus Miklós kapott benne jószágot, de mellettük a Lónyay család és az Eőryek is birtokolták. 1514-ben, a Dózsa György-féle parasztfelkelés-nél a tyukodi nemesség a „keresztes pórokhoz” állt, amiért minden birtokukat elkobozták és a falu Báthory András főispán kezére jutott.

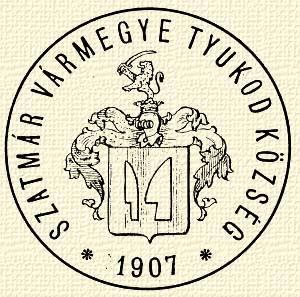
Tyukod 1907. évi pecsétje

1750-ben Rápolthi Nagy Sándor és György nyert egész Tyukodra királyi adományt, ők voltak a legnagyobb birtokosok a 19. század közepéig az Uray, a Kanyó, a  Szalay és a Gyene családokkal együtt. Szatmár vármegye katonai leírói 1782–1785 között elég kevés adatot jegyeztek fel róla: az Ecsedi-láp áradáskor a rétek nagy részét elöntötte, ám azok ismét kiszáradtak. Fényes Elek a Geographiai Szótárban ezt közölte róla: „Szatmár vármegyei falu, határa lapos, de termékeny, nádja, szénája az Ecsedi-lápon sok; 872 lakosa van.”
Szatmár vármegye monográfiájában kisközségnek nevezték az Ecsedi-láp mellett, 266 házzal és 1 599 lakossal, határa (amelynek nagy része a 20. század elején a szép, emeletes kastélyban lakó báró Uray családé volt), 10 819 holdra terjedt ki.
Itt feküdt hajdan Bürgezd, amely 1546-ban még népes község volt (nevét ekkor Bylygezd alakban írták), ahol az 1500-as évek közepe körül Peökry Pálnak volt részbirtoka. A 17. században pusztult el, lakosai Tyukodra költöztek, ahol egy róluk elnevezett utcát talán a mai napig Bürgezdinek hívnak az idősebb emberek. Szintén Tyukod határa rejti az elpusztult Jánosi helység területét; a falu a néphagyomány szerint a láp ingoványaiba süllyedt.

### Zsidósága
Halmos Sándor így ír Tyukod zsidóságáról.
"A tyukodi zsidóság a Csenger környéki zsidóság része volt, akiket egyenes, istenfélő embereknek ismertek. Az 1848/49-es szabadságharcban Klein Farkas haszonbérlő nemzetőr lett. Az I . világháborúban elesett Klein József. A zsidóság főleg kereskedéssel foglalkozott. Már az első bécsi döntés után Tyúkodon élt Herskovits Mórné birtokos, akinek vegyeskereskedése is volt, amelyet két fiával - Dezsővel és Mórral - közösen vezetett, jelentős volt Klein Antal vegyeskereskedése is, amelyet 1934-től fia, Klein József vezetett. A zsidóságnak temploma nem volt, csak egy kétszobás, piros cseréptetős parasztház állott a többi között, melyet középen egy kis bejáró választott el. A jobbra nyíló szobában a sakter lakott, balra a helyi templomként használt helyiség volt. 1941-ben a zsidóság létszáma 80 fő. 1944-ben 77 főt deportálnak előbb a mátészalkai gettóba, majd Auschwitzba. A holokausztot 12-en élték túl - köztük egy nő -, de mivel lelki nyugalmat nem találtak, 1949-ben elhagyták a települést. Az egyetlen nő Izraelben él."
Tyukodnak van egy zsidó temetője, amelyet már nem használnak, de a szomszédos református temetővel együtt kaszálják.

## Közélete

### Polgármesterei
- 1990–1994: Bereczky István (független)[5]
- 1994–1998: Bereczky István (független)[6]
- 1998–2002: Bereczky István (független)[7]
- 2002–2006: Bereczky István (független)[8]
- 2006–2010: Nagy Miklós (független)[9]
- 2010–2012: Nagy Miklós (Fidesz-KDNP)[10]
- 2013–2014: Czibere József (független)[11][12]
- 2014–2019: Czibere József (Fidesz-KDNP)[13]
- 2019–2024: Czibere József (független)[14]
- 2024– : Kajdi Szabolcs (független)[1]

A településen 2013. március 10-én azért kellett időközi polgármester-választást tartani, mert Nagy Miklós addigi kormányoldali polgármestert 2013. január 1-jével a csengeri járási hivatal vezetőjének nevezték ki, így összeférhetetlenség miatt lemondott településvezetői, illetve megyei közgyűlési képviselői tisztségéről is. A választáson hárman indultak, de a győztes egymaga több mint 61 százalékát szerezte meg az érvényes szavazatoknak.

## Népesség
A település népességének változása:
| Lakosok száma | 2041 | 2029 | 2025 | 1959 | 1848 | 1846 | 1824 |
|               | 2013 | 2014 | 2015 | 2021 | 2022 | 2023 | 2024 |

2001-ben a település lakosságának 95%-a magyar, 5%-a cigány nemzetiségűnek vallotta magát.
A 2011-es népszámlálás során a lakosok 94,4%-a magyarnak, 2,9% cigánynak, 0,6% románnak mondta magát (5,6% nem nyilatkozott; a kettős identitások miatt a végösszeg nagyobb lehet 100%-nál). A vallási megoszlás a következő volt: római katolikus 5,5%, református 73,4%, görögkatolikus 6,2%, felekezeten kívüli 3,6% (10,1% nem válaszolt).
2022-ben a lakosság 92,5%-a vallotta magát magyarnak, 13,9% cigánynak, 0,8% ukránnak, 0,8% románnak, 0,1-0,1% görögnek, németnek és ruszinnak, 0,7% egyéb, nem hazai nemzetiségűnek (7,4% nem nyilatkozott; a kettős identitások miatt a végösszeg nagyobb lehet 100%-nál). Vallásuk szerint 4,4% volt római katolikus, 58,3% református, 4,9% görög katolikus, 0,6% egyéb keresztény, 0,6% ortodox, 5,6% felekezeten kívüli (25,2% nem válaszolt).

## Nevezetességei
- Református templom: 1792 – 1794 között épült. Orgonáját 1814-ben Nagyváradon építette Kremmer János. 1906-ig a szatmárnémeti Láncos-templomban szólt, majd megvásárolták a tyukodiak. Érdekessége a hangszernek, hogy ettől a mestertől ez az egy van Magyarországon. A templom 30 méter magas tornyában két harang van. A nagyobbik, 1080 kilós harangot Szlezák László aranykoszorús mester öntötte 1948-ban Budapesten. A harang felirata büszke üzenet, mely szerint „Tyukod magyar volt, református volt, ma is az, és az is marad.”
- Uray kastély: Az egyemeletes épületet báró Uray Kálmán építette klasszicista stílusban a 19. században. Egyszerű homlokzatát középen emeletes, négy sima dór oszlopból álló portikusz díszíti. Ma könyvtár és diákotthon.
- 11 kilátó, egyenként 11,5 méter magasak.

## Itt születtek, itt éltek
- Id. Imre István (Tyukod, 1918. február 24. – Budapest, 1983. augusztus 5.) Kossuth- és Munkácsy-díjas festőművész, grafikus.
- Szuromi Péter (Nyírgebe, 1904–1962) néptáncos, a Népművészet Mestere.
- David Bard (Tyukod, 1904. december 03. - New York, 1964. szeptember 22.) 1939-től a manhattani Chelsea Hotel résztulajdonosa